# Лужан
Лужан је насеље у саставу Града Загреба. Налази се у четврти Сесвете. До територијалне реорганизације у Хрватској налазио се у саставу старе загребачке приградске општине Сесвете.

## Становништво
На попису становништва 2011. године, Лужан је имао 719 становника.

## Попис1991.
На попису становништва 1991. године, насељено место Лужан је имало 642 становника, следећег националног састава:
| Попис 1991.‍  | Попис 1991.‍  | Попис 1991.‍ | Попис 1991.‍ | Попис 1991.‍ |
| ------------ | ------------ | ----------- | ----------- | ----------- |
|              |              |             |             |             |
| Хрвати       | Хрвати       |             | 622         | 96,88%      |
| Немци        | Немци        |             | 1           | 0,15%       |
| Срби         | Срби         |             | 1           | 0,15%       |
| остали       | остали       |             | 1           | 0,15%       |
| неопредељени | неопредељени |             | 3           | 0,46%       |
| регион. опр. | регион. опр. |             | 1           | 0,15%       |
| непознато    | непознато    |             | 13          | 2,02%       |
| укупно: 642  |              |             |             |             |